# Ізабелла Бітон
Ізабе́лла Ме́рі Ме́йсон, у шлюбі Бі́тон, більш відома як пані Бітон (12 березня 1836 , Лондон — 6 лютого 1865) — британська письменниця, журналістка, редакторка, видавчиня, підприємиця. Авторка знаменитої книги про кулінарію і домогосподарство Mrs Beeton's Book of Household Management (1861); іноді вважається першою або однією з перших кулінарних письменниць.

## Життєпис
Народилася в Мерілебоні, Лондон 14 березня 1836 року. Була найстаршою в родині. Виховувалася матір'ю (батько помер, коли їй було чотири роки). Незабаром мати взяла шлюб з клерком іподрому і переїхала до нього в Епсом. Середню освіту Ізабелла отримала в Німеччині, де також навчилася грати на піаніно, потім повернулася на батьківщину. Її вітчим мав чотирьох дітей від першого шлюбу, а всього в родині була 21 дитина, серед яких Ізабелла була найстаршою, через що мати з ранніх років залучала її до різних хатніх справ, в першу чергу до готування їжі.

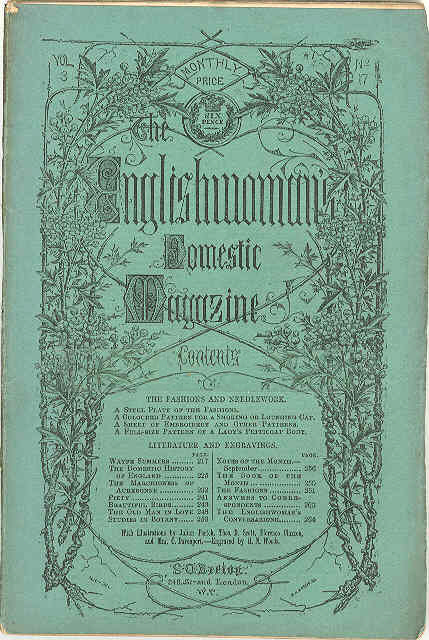
Часопис для англійських домогосподинь, Вересень 1861

У 1856 році Ізабеллу видали в шлюб з видавцем Семуелем Бітоном. Через рік вона народила сина, який незабаром помер; через два роки народила другого сина, який помер в 1861 році від скарлатини; ще двох синів народила в 1863 і 1865 роках. 
Наприкінці 1850-х Бітон вирішила занотувати накопичений досвід у кулінарії і різних видах хатніх робіт і почала писати статті на тему кулінарії та домогосподарства, які друкували в журналах її чоловіка. Вони мали великий успіх.
У 1861 році всі статті були зібрані в одну книгу, повна назва якої звучала так The Book of Household Management, comprising information for the Mistress, Housekeeper, Cook, Kitchen-Maid, Butler, Footman, Coachman, Valet, Upper and Under House-Maids, Lady's-Maid, Maid-of-all-Work, Laundry-Maid, Nurse and Nurse-Maid, Monthly Wet and Sick Nurses, etc. etc.-also Sanitary, Medical, & Legal Memoranda: with a History of the Origin, Properties, and Uses of all Things Connected with Home Life and Comfort. Книга відразу ж отримала широку популярність.
Померла від пологової гарячки після народження четвертої дитини. Похована на Вест-Норвудському цвинтарі, в Лондоні. Її книга дотепер визнається найбільш масштабним джерелом знань про британську кухню вікторіанської епохи. Ізабелла Бітон є першою з авторів рецептів, що стали перераховувати інгредієнти, необхідні для приготування конкретної страви, на початку опису самого рецепту.